# Meranoplus sabronensis
Meranoplus sabronensis är en myrart som beskrevs av Horace Donisthorpe 1941. Meranoplus sabronensis ingår i släktet Meranoplus och familjen myror. Inga underarter finns listade i Catalogue of Life.